# Спас-Темня
Спас-Темня — деревня в Чеховском районе Московской области, в составе муниципального образования сельское поселение Стремиловское (до 28 февраля 2005 года входила в состав Стремиловского сельского округа), деревня связана автобусным сообщением с райцентром и соседними населёнными пунктами.

## Население
| 2002 | 2006 | 2010 |
| ---- | ---- | ---- |
| 6    | →6   | ↗9   |

## География
Спас-Темня расположена примерно в 20 км на юго-запад от Чехова, на левом берегу реки Нара, высота центра деревни над уровнем моря — 143 м.
На 2016 год в Спас-Темня зарегистрировано 4 садовых товариществ.

## Достопримечательности

### Храм Преображения Господня
Преображенская церковь в Спас-Темне известна с XVI века, к 1736 году был построен новый кирпичный храм типа восьмерик на четверике. В 1846 году перестроена трапезная с Владимирским и Иоанна Новгородского приделами, в 1882 году выстроена колокольня (вероятно, архитектором Гриневским). Закрыт в 1962 году, возвращен верующим в 2002 году.